# TQG
TQG (acronimo di Te quedó grande) è un singolo delle cantanti colombiane Karol G e Shakira, pubblicato il 24 febbraio 2023 come quinto estratto dal quarto album in studio di Karol G Mañana será bonito e quarto estratto dal dodicesimo album in studio di Shakira Las mujeres ya no lloran.
La collaborazione ha ottenuto tre candidature ai Latin Grammy Awards 2023, tra cui alla canzone dell'anno, alla miglior canzone urban e vincendo nella categoria alla miglior interpretazione urban/fusion.

## Descrizione
Karol G ha rivelato di aver scritto la canzone nel 2022 durante un periodo «emotivamente complesso» durante una sessione in studio di registrazione del brano Mamiii con Becky G. In un'intervista a Billboard la cantante ha raccontato il significato del brano:
In un'intervista a Rolling Stone, Karol G ha raccontato che nonostante avesse intenzione di chiedere a Shakira di collaborare, aveva paura di farlo. La cantante ha deciso di inviare il master a Shakira dopo aver ascoltato la canzone Monotonía di Shakira e Ozuna, perché «ascoltando quella storia e il punto in cui si trovava, la canzone TQG aveva molto senso. Gliel'ho mandata e le è piaciuta molto». La canzone presenta dei riferimenti e messaggi agli ex compagni delle due artiste, Anuel AA di Karol G e Gerard Piqué di Shakira.

## Accoglienza
Alexis Petridis per The Guardian ha lodato l'atmosfera eterea di TQG, anche se ritenuta musicalmente «scontata». Ernesto Lechner di Rolling Stone ha definito la canzone «sottotono», affermando che «il suo tanto atteso brano con l'icona colombiana Shakira, TQG, sembra poco travolgente, soprattutto perché arriva solo poche settimane dopo il circo mediatico che ha circondato il nuovo brano di Shakira Shakira: Bzrp Music Sessions Vol. 53».

## Tracce
Testi e musiche di Carolina Giraldo, Shakira Mebarak, Daniel Echavarría, Kevyn Cruz e Ovy on the Drums.
1. TQG – 3:17

## Successo commerciale
Negli Stati Uniti TQG ha esordito alla 7ª posizione della Billboard Hot 100 dell'11 marzo 2023, diventando la prima canzone di Karol G e la sesta canzone di Shakira ad apparire tra le prime dieci posizioni della classifica. Nella Hot Latin Songs la canzone ha esordito direttamente in cima, diventando la sesta canzone di Karol G e la tredicesima numero uno di Shakira nella classifica. Anche nella Billboard Global 200 la canzone ha fatto l'entrata al vertice nella settimana dell'11 marzo 2023, diventando sia la prima canzone di Karol G che di Shakira al numero uno della classifica.

## Classifiche

### Classifiche settimanali
| Classifica (2023)     | Posizione massima |
| --------------------- | ----------------- |
| Argentina             | 2                 |
| Bolivia               | 1                 |
| Canada                | 33                |
| Cile                  | 1                 |
| Colombia              | 1                 |
| Costa Rica            | 1                 |
| Croazia               | 25                |
| Ecuador               | 1                 |
| Francia               | 30                |
| Grecia                | 46                |
| Irlanda               | 40                |
| Italia                | 44                |
| Lussemburgo           | 11                |
| Messico               | 1                 |
| Paraguay              | 1                 |
| Portogallo            | 12                |
| Regno Unito           | 88                |
| Repubblica Dominicana | 1                 |
| Romania               | 4                 |
| Spagna                | 1                 |
| Stati Uniti           | 7                 |
| Svizzera              | 5                 |

### Classifiche di fine anno
| Classifica (2023) | Posizione |
| ----------------- | --------- |
| Argentina         | 24        |
| Francia           | 92        |
| Portogallo        | 87        |
| Spagna            | 6         |
| Stati Uniti       | 65        |
| Svizzera          | 73        |
| Uruguay           | 18        |
| Classifica (2024) | Posizione |
| Spagna            | 43        |

## Riconoscimenti
- Latin Grammy Awards[36]
  - 2023 – Miglior interpretazione urban/fusion
  - 2023 – Candidatura alla canzone dell'anno
  - 2023 – Candidatura alla migliore canzone urban

- MTV Video Music Awards[37]
  - 2023 – Miglior collaborazione
  - 2023 – Candidatura al miglior video latino

- MTV Europe Music Awards[38]
  - 2023 – Miglior collaborazione